# International Pony
International Pony war eine Band aus Hamburg, deren Produktionen sich vorrangig im Electro- und Funkgenre bewegte. Sie bestand aus Erobique (Keyboard), DJ Koze (Turntable) und Cosmic DJ (Percussion und Gesang). 

## Werdegang
Ihre Debütsingle A New Bassline for José von 2002 hatte internationalen Erfolg. Sie fand sich auch auf der im gleichen Jahr erschienenen ersten LP We Love Music wieder. Es folgten die LPs Bass Is Boss (2004) und im Oktober 2006 Mit Dir sind wir vier. Der Song Leaving Home war bis 2009 Titellied der Sendung Durch die Nacht mit … auf ARTE. 
2010 löste sich die Band auf.

## Diskografie (Auszug)
- 2002: We Love Music (Columbia Records)
- 2003: Bass Is Boss (Columbia)
- 2006: Mit Dir sind wir vier (Columbia)

## Auszeichnungen
- 2003: Dance Music Award in der Kategorie „Entdeckung des Jahres“